# The Divorce Game
The Divorce Game er en amerikansk stumfilm fra 1917 af Travers Vale.

## Medvirkende
- Alice Brady som Florence.
- John Bowers som Paul.
- Arthur Ashley som Jean Le Beau.
- Kate Lester som Mrs. Safford.
- Joseph Herbert som Duke de Sallure.